# Hennepin County
Hennepin County je okres ve státě Minnesota ve Spojených státech amerických. K roku 2014 zde žilo 1 212 064 obyvatel. Správním městem okresu je Minneapolis. Celková rozloha okresu činí 1 572 km².

## Historie
Okres byl ustanoven 6. března 1852. Jméno získal podle francouzského misionáře a cestovatele Louise Hennepina.

## Sousední okresy
| Růžice kompasu | Wright County   |              | Anoka County  | Růžice kompasu |
| Růžice kompasu |                 | Sever        | Ramsey County | Růžice kompasu |
| Růžice kompasu | Hennepin County |              | Ramsey County | Růžice kompasu |
| Růžice kompasu | Jih             |              | Ramsey County | Růžice kompasu |
| Růžice kompasu | Carver County   | Scott County | Dakota County | Růžice kompasu |